# Elizabeth Percy
Elizabeth Percy (Petworth Manor, 1º dicembre 1636 – Watford, 5 febbraio 1718) è stata una nobile inglese, divenuta contessa consorte di Essex.

## Biografia
Era una delle cinque figli di Algernon Percy, X conte di Northumberland e della prima moglie Anne Cecil. Suo nonno materno era il politico William Cecil, II conte di Salisbury. Da parte di padre era invece discendente diretta di Maria Bolena, amante di Enrico VIII d'Inghilterra e sorella di Anna.
Ad un anno di vita Elizabeth perse la madre e suo padre si risposò nel 1642 con Lady Elizabeth Howard.
Le trattative matrimoniali intraprese dal conte Percy portarono la fanciulla a sposare il 19 maggio 1653 a Petworth Arthur Capell, II barone Capell di Hadham. Qualche anno dopo, il 20 agosto 1661, suo marito venne creato Visconte Malden e primo conte di Essex da parte di Carlo II d'Inghilterra; Elizabeth da quel giorno venne chiamata Contessa di Essex.
Dal matrimonio con Capell nacquero un figlio e una figlia:
- Algernon Capell, II conte di Essex (28 dicembre 1670- 10 gennaio 1710), che sposò dapprima Mary Bentinck, che gli diede l'erede William Capell, III conte di Essex;
- Anne Capell (1675- 14 ottobre 1752), che sposò il 25 luglio 1688 Charles Howard, III conte di Carlisle, da cui ebbe due figli e quattro figli.

Elizabeth ebbe altri cinque figli maschi morti durante l'infanzia.
Nel 1672 Capell beneficiò di ulteriori nomine divenendo consigliere privato e Lord Luogotenente d'Irlanda cosicché Elizabeth e i figli dovettere lasciare l'Inghilterra per seguire il capofamiglia.
Capell venne impiegato soprattutto per estinguere la corruzione inglese in Irlanda; una delle sue tante azioni fu di impedire che Phoenix Park a Dublino fosse concesso all'amante del re Barbara Villiers a cui era stato promesso il parco in aggiunta alle fertili terre circostanti.
Sta di fatto che fu merito di Essex se il Phoenix Park continua ad esistere oggi.
Nel 1677 gli Essex fecero ritorno in Inghilterra; nel 1679 arrivò l'ulteriore nomina di Primo Lord del tesoro. Anni dopo però Capell fu implicato nel Complotto di Rye House volto ad eliminare il re Carlo II e suo fratello Giacomo. Fu portato alla Torre di Londra nel giugno del 1683 dove si suicidò tagliandosi la gola il 13 luglio 1683. Elizabeth, rimasta vedova all'età di quarantasei anni, non si risposò. Morì il 5 febbraio 1718 a Watford, nel Hertfordshire.

## Ascendenza
|                                           |                                    |                                   | Genitori                          |  |  | Nonni |  |  | Bisnonni                                  |  |  | Trisnonni    |  |
|                                           |                                    |                                   |                                   |  |  |       |  |  | Henry Percy, VIII conte di Northumberland |  |  | Thomas Percy |  |
|                                           |                                    |                                   |                                   |  |  |       |  |  | Henry Percy, VIII conte di Northumberland |  |  | Thomas Percy |  |
|                                           |                                    | Eleanor Harbottle                 |                                   |  |  |       |  |  | Henry Percy, VIII conte di Northumberland |  |  |              |  |
| Henry Percy, IX conte di Northumberland   |                                    |                                   |                                   |  |  |       |  |  | Henry Percy, VIII conte di Northumberland |  |  |              |  |
|                                           |                                    | Catherine Neville                 | John Neville, IV barone Latimer   |  |  |       |  |  |                                           |  |  |              |  |
|                                           |                                    | Catherine Neville                 | John Neville, IV barone Latimer   |  |  |       |  |  |                                           |  |  |              |  |
|                                           |                                    | Catherine Neville                 | Lucy Somerset                     |  |  |       |  |  |                                           |  |  |              |  |
| Algernon Percy, X conte di Northumberland |                                    | Catherine Neville                 |                                   |  |  |       |  |  |                                           |  |  |              |  |
|                                           |                                    | Walter Devereux, I conte di Essex | Richard Devereux                  |  |  |       |  |  |                                           |  |  |              |  |
|                                           |                                    | Walter Devereux, I conte di Essex | Richard Devereux                  |  |  |       |  |  |                                           |  |  |              |  |
|                                           |                                    | Walter Devereux, I conte di Essex | Dorothea Hastings                 |  |  |       |  |  |                                           |  |  |              |  |
| Dorothy Devereux                          |                                    | Walter Devereux, I conte di Essex |                                   |  |  |       |  |  |                                           |  |  |              |  |
|                                           |                                    | Lettice Knollys                   | Francis Knollys                   |  |  |       |  |  |                                           |  |  |              |  |
|                                           |                                    | Lettice Knollys                   | Francis Knollys                   |  |  |       |  |  |                                           |  |  |              |  |
|                                           |                                    | Lettice Knollys                   | Catherine Carey                   |  |  |       |  |  |                                           |  |  |              |  |
| Elizabeth Percy                           |                                    | Lettice Knollys                   |                                   |  |  |       |  |  |                                           |  |  |              |  |
|                                           | Robert Cecil, I conte di Salisbury | William Cecil, I barone Burghley  |                                   |  |  |       |  |  |                                           |  |  |              |  |
|                                           | Robert Cecil, I conte di Salisbury | William Cecil, I barone Burghley  |                                   |  |  |       |  |  |                                           |  |  |              |  |
|                                           | Robert Cecil, I conte di Salisbury | Mildred Cooke                     |                                   |  |  |       |  |  |                                           |  |  |              |  |
| William Cecil, II conte di Salisbury      | Robert Cecil, I conte di Salisbury |                                   |                                   |  |  |       |  |  |                                           |  |  |              |  |
|                                           |                                    | Elizabeth Brooke                  | William Brooke, X barone Cobham   |  |  |       |  |  |                                           |  |  |              |  |
|                                           |                                    | Elizabeth Brooke                  | William Brooke, X barone Cobham   |  |  |       |  |  |                                           |  |  |              |  |
|                                           |                                    | Elizabeth Brooke                  | Frances Newton                    |  |  |       |  |  |                                           |  |  |              |  |
| Anne Cecil                                |                                    | Elizabeth Brooke                  |                                   |  |  |       |  |  |                                           |  |  |              |  |
|                                           |                                    | Thomas Howard, I conte di Suffolk | Thomas Howard, IV duca di Norfolk |  |  |       |  |  |                                           |  |  |              |  |
|                                           |                                    | Thomas Howard, I conte di Suffolk | Thomas Howard, IV duca di Norfolk |  |  |       |  |  |                                           |  |  |              |  |
|                                           |                                    | Thomas Howard, I conte di Suffolk | Margaret Audley                   |  |  |       |  |  |                                           |  |  |              |  |
| Catherine Howard                          |                                    | Thomas Howard, I conte di Suffolk |                                   |  |  |       |  |  |                                           |  |  |              |  |
|                                           |                                    | Katherine Knyvett                 | Henry Knyvett                     |  |  |       |  |  |                                           |  |  |              |  |
|                                           |                                    | Katherine Knyvett                 | Henry Knyvett                     |  |  |       |  |  |                                           |  |  |              |  |
|                                           |                                    | Katherine Knyvett                 | Elizabeth Stumpe                  |  |  |       |  |  |                                           |  |  |              |  |
|                                           |                                    | Katherine Knyvett                 |                                   |  |  |       |  |  |                                           |  |  |              |  |